# 過海隧道巴士979線
過海隧道巴士979線是香港一條過海巴士路線，由城巴營辦，來往粉嶺皇后山邨及中環（香港站），途經新界區之軍地、孔嶺、馬尾下後，取道香園圍公路、吐露港公路、青沙公路、西區海底隧道直達港島上環及金鐘，只於星期一至五上午及下午繁忙時間提供服務，被城巴歸類為特快路線。此路線起訖點與679線相同，然而後者取道東區海底隧道經北角、炮台山、銅鑼灣及灣仔往中環，兩者於北區以外走線差別頗大。

## 歷史
運輸署在「2020-2021年度北區巴士路線計劃」中，建議開辦兩條新巴士服務來往皇后山邨及香港站，以配合皇后山一帶的發展，並決定以招標形式挑選合適的巴士公司營辦本線。
2021年，城巴宣佈投得此線經營權，當中經西區海底隧道的路線編號定為979，並在2022年1月26日投入服務，開辦時只限提供上午去程服務。
- 2022年7月18日：增設黃昏回程班次[8]。
- 2025年5月12日：往粉嶺皇后山方向增停龍馬路「皇后山一號」站。

## 服務時間及班次
- 星期一至五：
  - 粉嶺皇后山邨開：07:15
  - 中環（香港站）開：18:10

星期六、日及公眾假期不設服務

## 收費
全程：$27.8
- 西區海底隧道往中環（香港站）：$11.8
- 港澳碼頭往中環（香港站）：$5.5
- 西區海底隧道往粉嶺皇后山邨：$14.5
- 磚窰往粉嶺皇后山邨：$6.1
- 孔嶺往粉嶺皇后山邨：$4.8

| - 本線設有12歲以下小童及65歲或以上長者半價優惠。 - 65歲或以上香港居民使用「樂悠咭」，以及12歲以下合資格殘疾兒童使用「殘疾人士身份」個人八達通繳付車資，均可享有每程$2.0或半價（以較低者為準）的票價優惠；12至64歲合資格殘疾人士使用「殘疾人士身份」個人八達通（包括「樂悠咭」），以及60至64歲香港居民使用「樂悠咭」繳付車資，均可享有每程$2.0或全費（以較低者為準）的票價優惠。 - 65歲或以上長者如使用長者或一般個人八達通繳付車資，則只可享有半價優惠；12至64歲合資格殘疾人士如不使用「殘疾人士身份」個人八達通，以及60至64歲人士如不使用「樂悠咭」繳付車資，必須繳付全費。 - 乘客可以現金或八達通於上車時付款，不設找續。 - 每位成人乘客可免費攜帶最多兩名4歲以下而不佔座位的兒童乘客乘車，超額之4歲以下小童必須繳付小童車費乘車。 - 九龍巴士、城巴及龍運巴士全職員工及家屬（不包括外判職員）可免費乘搭本路線，惟必須拍職員或職員家屬八達通。 - 乘客亦可使用AlipayHK「易乘碼」、支付寶、WeChatHK／微信支付「搭車碼」、銀聯雲閃付「乘車碼」及BOC Pay「乘車碼」、具有感應式支付功能的VISA、Mastercard及銀聯卡，以及Apple Pay、Google Pay及Samsung Pay流動支付平台繳付車資。使用此支付方式的乘客可享有中途下車之分段收費，以及與其他城巴獨營路線或聯營線城巴班次之轉乘優惠，惟不適用於與非城巴路線之轉乘優惠。乘客亦不能享有「公共交通費用補貼計劃」及「長者及合資格殘疾人士公共交通票價優惠計劃」。 |

## 行車路線

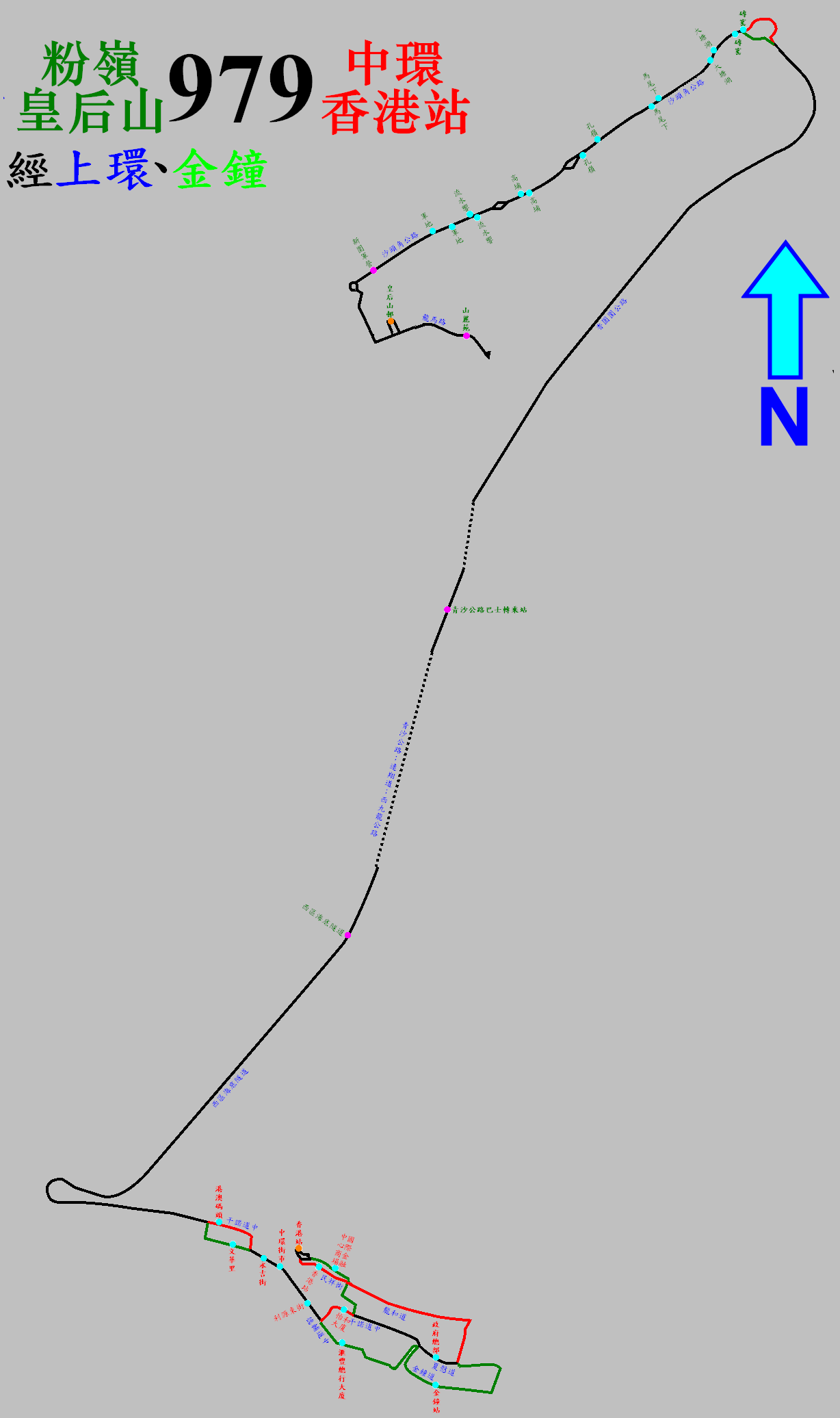
979線的走線圖

粉嶺皇后山邨開經：龍馬路（東行）、掉頭、龍馬路（西行）、沙頭角公路（龍躍頭段、馬尾下段）、香園圍公路、粉嶺公路、吐露港公路、大埔公路－沙田段、青沙公路（大圍隧道、沙田嶺隧道、尖山隧道）、荔寶路、連翔道、西九龍公路、西區海底隧道、干諾道西、干諾道中、林士街、德輔道中、畢打街、干諾道中、夏慤道、添美道、立法會道、龍和道及民祥街。
中環（香港站）開經：金融街、民祥街、龍和道、愛丁堡廣場、夏愨道、紅棉路、金鐘道、樂禮街、德立街、添馬街、夏愨道、紅棉路、金鐘道、德輔道中、摩利臣街、干諾道西、西區海底隧道、西九龍公路、連翔道、青沙公路（尖山隧道、沙田嶺隧道、大圍隧道)、大埔公路－沙田段、吐露港公路、粉嶺公路、香園圍公路、沙頭角公路（馬尾下段、龍躍頭段）、龍馬路（東行）、皇后山公共運輸交匯處、掉頭及龍馬路（西行）。
具體停站請參考資訊框。

## 外部連結
- 過海隧道巴士979線官方網站路線資料[]
- 681巴士總站－979線 （页面存档备份，存于）
- 香港巴士大典上的相关条目：過海隧巴979線